# Supercopa andorrana 2020
La Supercopa andorrana 2020 è stata la diciottesima edizione della supercopa andorrana di calcio. La gara è stata disputata il 20 gennaio 2021 (inizialmente prevista per il 18 ottobre 2020) all'Estadi Comunal d'Andorra la Vella dall'Inter Escaldes, vincitore del campionato e della coppa nazionale, e dall'FC Santa Coloma, finalista della coppa. L'Inter Escaldes ha conquistato il trofeo per la prima volta nella sua storia.

## Partecipanti
| Squadre         | Qualificazione                                                           | Partecipazioni precedenti (il grassetto indica la vittoria)                                         |
| --------------- | ------------------------------------------------------------------------ | --------------------------------------------------------------------------------------------------- |
| Inter Escaldes  | Vincitrice della Primera Divisió 2019-2020 e della Copa Constitució 2020 | Esordiente                                                                                          |
| FC Santa Coloma | Finalista della Copa Constitució 2020                                    | 16 (2003, 2004, 2005, 2006, 2007, 2008, 2009, 2010, 2011, 2012, 2014, 2015, 2016, 2017, 2018, 2019) |

## Tabellino
| Arbitro: | Maciel De Queiros |

|                    |           |  |
| Betriu 5’ Lima 65’ | Marcatori |  |